# Jeunesse communiste ibérique
La Jeunesse communiste ibérique (Juventud Comunista Ibérica en espagnol) était l'organisation de jeunesse du Parti ouvrier d'unification marxiste (POUM), un Parti communiste antistalinien de l’Espagne de l’entre-deux guerres.